# Nataša Janić
Natasa Janics (Bačka Palanka, 24 giugno 1982) è una canoista ungherese.
Natasa è nata in Jugoslavia e ha gareggiato per la Serbia e Montenegro, prima di trasferirsi in Ungheria.
Ha vinto due medaglie d'oro ai Giochi olimpici di Atene 2004: nel K1 500 m e nel K2 500 m in coppia con Katalin Kovács.
Ha inoltre vinto numerosi titoli mondiali.

## Palmarès
- Olimpiadi

Atene 2004: oro nel K1 500 m e K2 500 m.
Pechino 2008: oro nel K2 500 m e argento nel K4 500 m.
Londra 2012: argento nel K2 500 m e bronzo nel K1 200 m.
- Mondiali

2002 - Siviglia: oro nel K4 200 m.
2003 - Gainesville (Georgia): oro nel K4 1000 m.
2005 - Zagabria: oro nel K2 200 m, K2 500 m e K2 1000 m.
2006 - Seghedino: oro nel K2 200 m, K2 500 m, K2 1000, K4 200 m, K4 500 m e K4 1000 m.
2007 - Duisburg: oro nel K1 200 m.
2009 - Dartmouth: oro nel K1 200 m, K1 500 m, K1 1000 m, K2 200 m e K4 500 m, argento nella staffetta K1 4x200 m e nel K4 200 m.
2010 - Poznań: oro nel K1 200 m, K2 200 m e K4 500 m, argento nel K1 500 m e nella staffetta K1 4x200 m.
2013 - Duisburg: oro nel K1 4x200 m, argento nel K2 500 m.
2015 - Milano: argento nel K2 200 m.
- Europei

2002 - Seghedino: argento nel K4 200 m.
2004 - Poznań: oro nel K1 500 m.
2005 - Poznań: oro nel K2 200 m, nel K2 500 m e nel K2 1000 m.
2006 - Račice: oro nel K2 200m, nel K4 200 m, nel K2 500 m, nel K4 500 m, nel K2 1000 m e nel K4 1000 m.
2007 - Pontevedra: oro nel K1 200 m.
2009 - Brandeburgo: oro nel K4 200 m, argento nel K1 4x200 m, nel K2 200 m e nel K4 500 m.
2010 - Trasona: oro nel K1 200 m, nel K2 200 m e nel K2 500 m.
2012 - Zagabria: oro nel K1 200 m e nel K2 500 m.
2013 - Montemor-o-Velho: oro nel K2 200 m e nel K4 500 m, bronzo nel K1 200 m e nel K2 500 m.